# Sekundærrute 519
Sekundærrute 519 er en landevej fra Nibe til Hadsund. Undervejs passerer vejen byerne Støvring, Skørping og Astrup.